# Croton acuminatissimus
Espèce
Classification APG III (2009)
Croton acuminatissimus est une espèce de plantes à fleurs du genre Croton et de la famille des Euphorbiaceae originaire du Venezuela.
Il a pour synonyme :
- Julocroton acuminatissimus Pittier